# ラブカップル
ラブカップルは、かつてサンミュージックプロダクションで活動していたお笑いコンビ。2009年9月解散。

## メンバー
- 中田 喜之（なかだ よしゆき、1973年5月11日 - ）

東京都千代田区出身。ボケ担当。身長174cm、血液型A型。
スクールJCA3期生。かつては「スウィング」というコンビで活動していた。
解散後はピン芸人「ラブシングル中田」「ファイト中田」「エンジョイ遊平（ゆうへい）」を経て、2018年現在は「なかたよしゆき」として活動。
また、2014年11月まで元ロックンロールコメディーショーの橋本裕介と「逆転満塁ホームラン」というコンビで活動していた。
自己紹介は「暇だからテンガにバイブを入れてみた」。
- 増田 香（ますだ かおる、1979年3月6日 - ）

静岡県藤枝市出身、ツッコミ担当。身長157cm、血液型B型。
スクールJCA10期生。かつてはジェリービーンズ・コレクションのあきはると「9ボール」というコンビで活動していた。

## 略歴
お互い同時期に前のコンビを解散。打ち上げなどの酒の席で中田がすべると増田がつっこむのが定番になっていたのがきっかけで、先輩であるカンニング竹山の提案で2004年にコンビを結成。当初、喫茶店で芸歴の長い中田はお笑いに対する熱意等を大いに語り増田は信頼しかけていたが、直後「電車賃を貸して欲しい」と言われ、増田は「自分が引っ張っていかないといけない」と思い増田が主導でネタをやる事になる。
中田と竹山は「本当の夫婦になって欲しい」と言っていたが、増田は終始嫌がっていた。
2009年9月頃解散。公式プロフィールは10月初旬には削除されていた。事務所の先輩である竹山隆範によると、サンミュージック預かり扱いであった中田は、コンビ解散に伴い預かりを解かれている。竹山から運転手としてバイト代を貰うフリーターとして生活しているが、ピン芸人として今後も芸能活動は続けていくつもりとのこと。
ラブカップルとして最後のテレビ出演は解散から約5か月後の2010年2月24日放送の『あらびき団』で、番組中でも解散が発表された。
解散後中田はミネルヴァ・エージェンシーに所属し、ピン芸人「エンジョイ遊平」として活動を行っている。

## ネタ
- 主に漫才。増田が時事ネタや中田に対する不満を言い、中田が言い返したりボケたりするが上手くいかず、増田に突っ込まれるパターン。

- 中田が跪いたりムチを使う場合もあるが、『エンタの神様』や『笑いの金メダル』などでは放送時間を配慮してかキックやキスを求めるネタに緩和された。

- その後、中田のセクハラまがいのボケに、増田がビンタなどで激しく突っ込むパターンも見せていた。

## 逸話
- 「笑いの金メダル」では、竹山をよく知る後輩として中田のみ出演した事がある。コンビで「勝ち抜きワンミニッツショー!」にも出演するが、若井おさむに敗れた。
- 「エンタの神様」で中田が竹山を激怒させ全国ネットで謝罪させられた時、中田がコンビの関係が進展したと言う種の発言をしたが、事実ではないようで増田は必死に否定していた。次の竹山の出演時に漫才を披露したが、中田の発言のせいで増田に誤解を生み母親に電話で居留守を使われたり、街を歩いていて「やっちゃった人」と呼ばれてしまう。その後、竹山がフライデーにプライベート写真を掲載された時もなぜか中田が真ん中に写っていた事で怒られていた[4]。

### 中田
- カンニング竹山とは公私共に親しく、竹山の影響でいくつかの番組に出演した。しかし、竹山の送り迎えをしていたことで、事務所から正式に竹山の運転手に任命されてしまった[5]。このため「正式にマネージャーになる」などといじられる事があり、大爆笑!!サンミュージックGETライブでは、サンミュージックの相澤社長にまで「サンミュージックを任せる」と言われた。竹山のライブの練習は、鈴木おさむ、チーフマネージャーと4人だけでやっている。
  - 一方で竹山からは「エロしか考えない」と人間性を酷評されており、30代後半の頃に将来のことを真面目に考えるように竹山に諭された際には「僕、売れなくてもいいんです。売れなくてもいいから、大人のおもちゃ屋を開きたいんです」と呑気に構えていた。そんな中田を竹山は「でもみんなから可愛がられているんです」とフォローしている[6]。
- アンタッチャブルと同期であり、その事でよくいじられるのを嫌がっている。
- 竹山のラジオにおいて、「中田はバレリーナの彼女がいる。中田は竹山の車をぶつけた。」「竹山が彼女の誕生日に金のない中田に金をあげたが、中田はプレゼントを買わず、ホテルでバイブを購入した」との会話が放送された。
- JUNK2の木曜日カンニング竹山 生はダメラジオに黙って座っている。
- 飛石連休の藤井ペイジ曰く「性欲の塊」。
- 解散後はキャラ付けのため、髪型をアフロに変えた。また「おっぱいを揉ませてくれる新しい女性の相方を探している」と言い、東野幸治に「久しぶりに最低の芸人を見た」「クズやで。芸人いっぱいおるけど、一番最下位が中田くん」と言われた[7]。
- 前説で一緒だったくじらにテレクラなど風俗情報を教えていた。

### 増田
- 一時期アメリカザリガニの平井善之の家に居候していた。平井が江川有未と結婚していたことが明らかになった後、それについて平井が2007年1月30日ABCラジオの『スレッドキングABC』で、二人で新婚生活を始めているという記事に対して「うち、二人ではございません。正確には三人です。ラブカップルの（増田）香がまだ家いますから」と語っていた。平井が現在の家を借りた時から一緒で、当初は平井と増田と平井の友人の三人。そこに江川が加わり、その後平井の友人が家を出ててその形になった。
- 「うぇぶたま3」2008年4月14日放送分では視界に入るだけでイラっとくる「イラッ女」を演じ、MC陣に「頭が良すぎる」と絶賛された。
- 『あらびき団』で「テレビでやった下ネタで母親に泣かれた事などを理由に芸人を廃業しようと考えた」と語り、中田はそれを聞くと鼻で笑っていた[7][8]。

## 出演

### テレビ
- エンタの神様（日本テレビ系）
- ミラクルシェイプ（日本テレビ系）
- 笑いの金メダル（テレビ朝日系）
- カンニングのDAI安吉日!（BSフジ）
- 爆笑オンエアバトル（NHK）戦績0勝5敗 最高385KB
- ビバビバパラダイス（岩手めんこいテレビ他）
- DAI安BSフジNAVI（BSフジ）
- お笑いネクストブレーカー（BSフジ・ニッポン放送）
- マル得よこはま情報局（横浜テレビ局）
- あらびき団（TBS）
- 鳥居みゆきの社交辞令でハイタッチ（GyaO!）増田のみ
- ジャガイモン（テレ朝チャンネル）中田のみ
- 円満!爽やか遺産相続物語（イッツコム）
- フジテレビからの〜!（フジテレビ）- 2011年5月26日『「見参楽（みさんが!）」からの〜放送なるか?放送禁止芸人ネタ』コーナー 中田のみ

### CM
- ロッテ 「クールショック」（2004年）増田香のみ出演

### インターネット
- 鳥居みゆきの社交辞令でハイタッチ (GyaOジョッキー)増田香のみ（ゲスト）
- 紅音ほたる!満潮!絶好調! (GyaOジョッキー) 共演：紅音ほたる 神戸敏行（ズラサン）
- ラブもっこり会議　（2011年9月27日開始、ニコジョッキー） 月1。共演：ズラサン
- 蒼井そらと逆転満塁ホームランのニコジョッキー（2013年6月11日ー、ニコジョッキー）
- スパローズのギリギリアウツ!?（ニコジョッキー）

### DVD
- 若手コンプリートカタログ「まめ」徳間ジャパンコミュニケーションズ